# Ranura de expansión

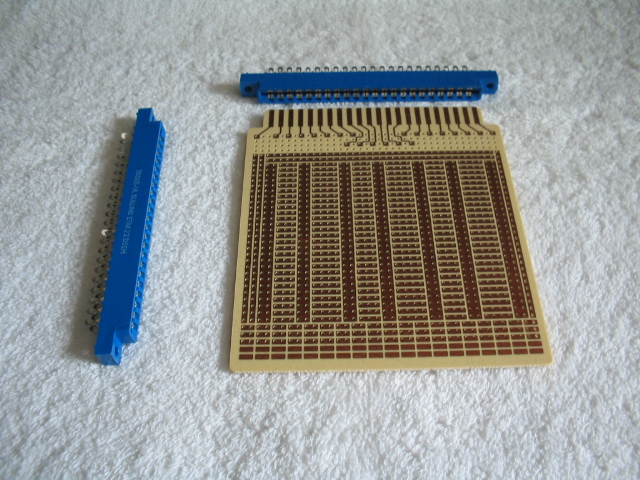
Ranuras de expansión (azules) de 44 pines y placa de circuitos. La ranura mide 3,5" (8,89 cm) con 22 contactos en cada lado.

Una ranura (slot en inglés), también llamada ranura de expansión, es un elemento de conexión de la placa base de un ordenador que permite conectar a aquella una tarjeta adaptadora adicional, o de expansión, la cual suele realizar funciones de control de dispositivos periféricos adicionales, tales como monitores, impresoras o unidades de disco, entre muchos otros.
Las ranuras de expansión del mismo tipo están conectadas eléctricamente entre sí. En la mayoría de los casos son conectores largos y estrechos soldados a la tarjeta madre en una posición específica, de modo que al insertar una tarjeta de expansión compatible esta se ajusta de manera apropiada para que coincida con la posición de una bahía del gabinete en el que se aloja y así exponer los puertos de conexión al usuario para conectar los dispositivos externos. En las tarjetas madre del tipo LPX (Low Profile Extension) las ranuras de expansión no se encuentran sobre la placa sino en un conector especial denominado tarjeta hija (riser card, en inglés), que normalmente viene en disposición vertical, es decir, perpendicular a la superficie de la placa base.
El número de ranuras de expansión presentes en una placa base suele variar dependiendo del factor de forma de la placa; así, en los computadores de sobremesa la placa base incorpora una o varias de estas ranuras. En cambio, en los computadores portátiles lo reducido del espacio dificulta que la placa base incluya ranuras de expansión.

## Tipos de ranura

### ISA8 (XT)
ISA de 8 bits, es una de las ranuras más antiguas y trabaja con una velocidad muy inferior a las ranuras modernas, a una frecuencia de 4,77 megahercios. Funcionaba con los primeros procesadores de Intel 8086 y 8088. Posteriormente, el 8086, amplió su bus de datos a 16 bits y esta ranura fue insuficiente.

### ISA16 (AT)

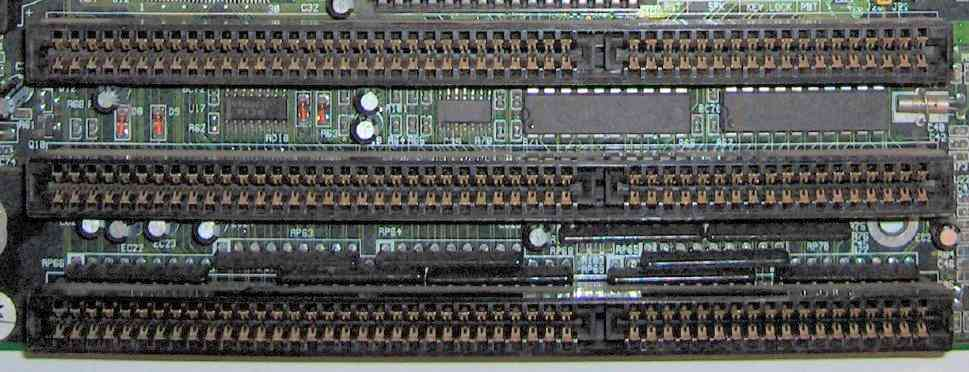
Tres ranuras ISA.

La ranura Industry Standard Architecture (ISA) es una ranura de expansión de 16 bits capaz de ofrecer hasta 16 MB/s a 8 megahercios. Los componentes diseñados para la ranura AT eran muy grandes y fueron de las primeras ranuras en usarse en las computadoras personales. Hoy en día es una tecnología en desuso y ya no se fabrican placas base con ranuras ISA. Estas ranuras se incluyeron hasta los primeros y principales modelos del microprocesador Pentium III. Fue reemplazada en el año 2000 por la ranura PCI.

### MCA
Micro Channel Architecture (MCA) es una arquitectura propietaria de IBM para la serie de computadoras PS/2, desarrollada en 1987.

### EISA
El Extended Industry Standard Architecture (EISA), Arquitectura Estándar Industrial Extendida, es una arquitectura de bus para computadoras compatibles con la IBM PC.
EISA, patrocinado y desarrollado por el llamado «Grupo de los Nueve» (AST, Compaq, Epson, Hewlett-Packard, NEC Corporation, Olivetti, Tandy, Wyse y Zenith Data Systems), montadores y vendedores de computadoras clónicas, fue anunciado a finales de 1988 como respuesta al MCA. Tuvo un uso limitado en computadores personales 386 y 486 hasta mediados de los años 1990, cuando fue reemplazado por los buses locales tales como el VESA y el PCI.
Con respecto al bus ISA AT, las diferencias más apreciables son:
- Direcciones de memoria de 32 bits para CPU, DMA, y dispositivos de maestro de bus.
- Protocolo de transmisión síncrona para transferencias de alta velocidad.
- Traducción automática de ciclos de bus entre maestros y esclavos ISA y EISA.
- Soporte de controladores de periféricos maestros inteligentes.
- 33 MB/s de velocidad de transferencia para buses maestros y dispositivos DMA.
- Interrupciones compartidas.
- Configuración automática del sistema y las tarjetas de expansión (el conocido P&P).

Las ranuras EISA tuvieron una vida bastante breve, ya que pronto fueron sustituidos por los nuevos estándares VESA y PCI.

### VESA
En 1992 el comité Video Electronics Standards Association (VESA) de la empresa NEC crea esta ranura para dar soporte a las nuevas placas de vídeo. Es fácilmente identificable en la placa base debido a que consiste de un ISA con una extensión color marrón, trabaja a 32 bits y con una frecuencia que varía desde 33 a 40 megahercios. Tiene 22,3 centímetros de largo (ISA más la extensión) 1,4 de alto, 1,9 de ancho (ISA) y 0,8 de ancho (extensión).

### PCI

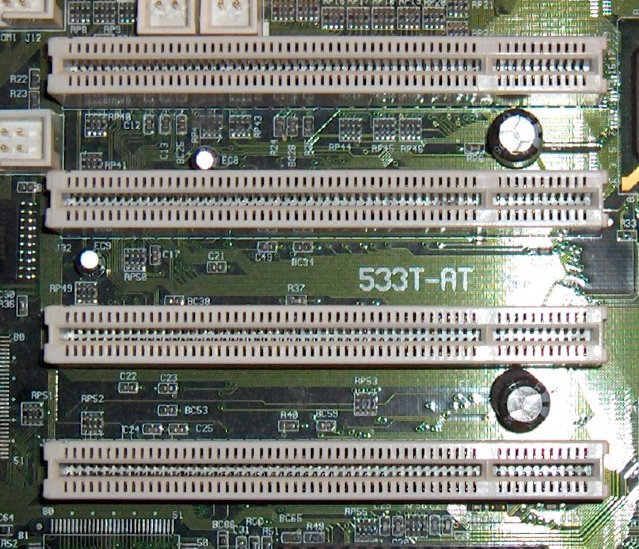
Buses PCI de una placa base para Pentium I.

Peripheral Component Interconnect (PCI) es un bus estándar de computadora para conectar dispositivos periféricos directamente a su placa base. Estos dispositivos pueden ser circuitos integrados ajustados en esta (los llamados "dispositivos planares" en la especificación PCI) o tarjetas de expansión que se ajustan en conectores. Es común en las computadoras personales, donde ha desplazado al ISA como bus estándar, pero también se emplea en otro tipo de computadoras.
A diferencia de los buses ISA, el bus PCI permite la configuración dinámica de un dispositivo periférico. En el tiempo de arranque del sistema, las tarjetas PCI y el BIOS interactúan y negocian los recursos solicitados por la tarjeta PCI. Esto permite asignación de las IRQ (interrupciones) y direcciones del puerto por medio de un proceso dinámico diferente del bus ISA, donde las IRQ tienen que ser configuradas manualmente usando jumpers externos. Las últimas revisiones de ISA y el bus MCA de IBM ya incorporaban tecnologías que automatizaban todo el proceso de configuración de las tarjetas, pero el bus PCI demostró una mayor eficacia en tecnología plug and play. Aparte de esto, el bus PCI proporciona una descripción detallada de todos los dispositivos PCI conectados a través del espacio de configuración PCI.

#### Variantes convencionales de PCI
Las principales versiones de este bus (y por lo tanto de sus respectivas ranuras) son:
1. PCI 1.0: primera versión del bus PCI. Se trata de un bus de 32 bits a 16 MHz.
2. PCI 2.0: primera versión estandarizada y comercial. Bus de 32 bits a 33 MHz.
3. PCI 2.1: bus de 32 bits, a 66 MHz y señal de 3,3 voltios.
4. PCI 2.2: bus de 32 bits, a 66 MHz, requiriendo 3,3 voltios. Transferencia de hasta 533 MB/s.
5. PCI 2.3: bus de 32 bits, a 66 MHz. Permite el uso de 3,3 voltios y señalizador universal, pero no soporta señal de 5 voltios en las tarjetas.
6. PCI 3.0: es el estándar definitivo, ya sin soporte para 5 voltios.

### AMRS

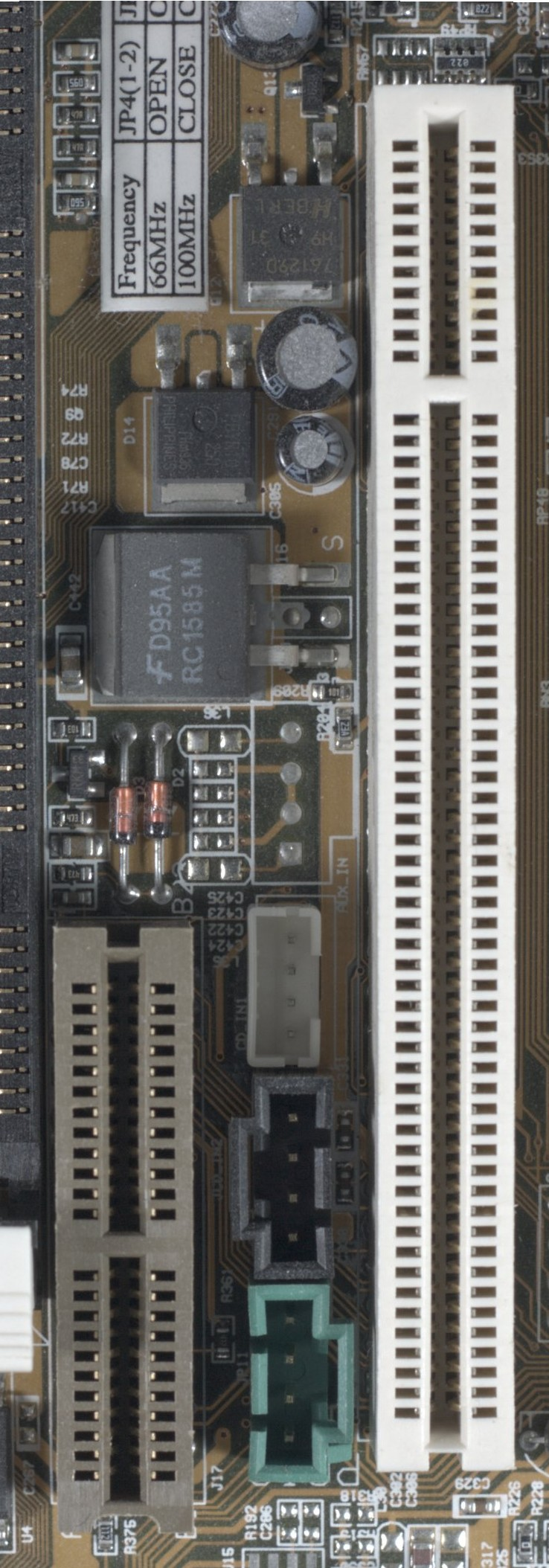
Ranura AMR (izquierda) junto a una ranura PCI (derecha).

La Audio/Modem Riser (AMR) es una ranura de expansión en la placa base para dispositivos de audio (como tarjetas de sonido) o módems lanzada en 1998 y presente en placas de Intel Pentium III, Intel Pentium IV y AMD Athlon. Fue diseñada por Intel como una interfaz con los diversos chipsets para proporcionar funcionalidad analógica de entrada/salida permitiendo que esos componentes fueran reutilizados en placas posteriores sin tener que pasar por un nuevo proceso de certificación de la Comisión Federal de Comunicaciones (con los costes en tiempo y económicos que conlleva).
Cuenta con 2x23 pines divididos en dos bloques, uno de 11 (el más cercano al borde de la placa base) y otro de 12, con lo que es físicamente imposible una inserción errónea, y suele aparecer en lugar de una ranura PCI, aunque a diferencia de este no es plug and play y no admite tarjetas aceleradas por hardware (solo por software).
En un principio se diseñó como ranura de expansión para dispositivos económicos de audio o comunicaciones ya que estos harían uso de los recursos de la máquina como el microprocesador y la memoria RAM. Esto tuvo poco éxito ya que fue lanzado en un momento en que la potencia de las máquinas no era la adecuada para soportar esta carga y el mal o escaso soporte de los controladores para estos dispositivos en sistemas operativos que no fuesen Windows.
Tecnológicamente ha sido superado por las tecnologías Advanced Communications Riser (ACR), de VIA y AMD, y Communication and Networking Riser (CNR) de Intel. Pero en general todas las tecnologías en placas hijas (riser card) como ACR, AMR, y CNR, están hoy obsoletas en favor de los componentes embebidos y los dispositivos USB.

### CNR
Communication and Networking Riser (CNR) es una ranura de expansión en la placa base para dispositivos de comunicaciones como módems o tarjetas de red. Un poco más grande que la ranura audio/módem riser, CNR fue introducida en febrero de 2000 por Intel en sus placas base para procesadores Pentium y se trataba de un diseño propietario por lo que no se extendió más allá de las placas que incluían los chipsets de Intel.

### AGP
Accelerated Graphics Port (AGP), «puerto de gráficos acelerados», es una especificación de bus que proporciona una conexión directa entre el adaptador de gráficos y la memoria. Es un puerto (puesto que solo se puede conectar un dispositivo, mientras que en el bus se pueden conectar varios) desarrollado por Intel en 1996 como solución a los cuellos de botella que se producían en las tarjetas gráficas que usaban el bus PCI.
El puerto AGP se utiliza exclusivamente para conectar una tarjeta gráfica, y debido a su arquitectura solo puede haber una ranura. Dicha ranura mide aproximadamente 20 cm y se encuentra a un lado de las ranuras PCI.
A partir de 2006, el uso del puerto AGP ha ido disminuyendo con la aparición de una nueva evolución conocida como PCI-Express, que proporciona mayores prestaciones en cuanto a frecuencia y ancho de banda. Así, los principales fabricantes de tarjetas gráficas, como ATI y nVIDIA, han ido presentando cada vez menos productos para este puerto.

### PCIe

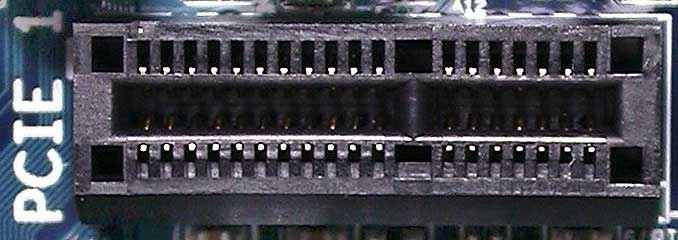
Ranura PCI-Express 1x.

PCI-Express, PCI-E, PCIE o PCIe (suelen utilizar erróneamente PCIX o PCI-X). Sin embargo, PCI-Express no tiene nada que ver con PCI-X que es una evolución de PCI, en la que se consigue aumentar el ancho de banda mediante el incremento de la frecuencia, llegando a ser 32 veces más rápido que el PCI 2.1. Su velocidad es mayor que PCI-Express, pero presenta el inconveniente de que al instalar más de un dispositivo la frecuencia base se reduce y pierde velocidad de transmisión.
Este bus está estructurado como enlaces punto a punto, full-duplex, trabajando en serie. En PCIE 1.1 (el más común en 2007) cada enlace transporta 250 MB/s en cada dirección. PCIE 2.0 duplica esta tasa y PCIE 3.0 la duplica nuevamente.
Cada ranura de expansión lleva 1, 2, 4, 8, 16 o 32 enlaces de datos entre la placa base y las tarjetas conectadas. El número de enlaces se escribe con una x de prefijo (x1 para un enlace simple y x16 para una tarjeta con dieciséis enlaces). Treinta y dos enlaces de 250 MB/s dan el máximo ancho de banda, 8 GB/s (250 MB/s x 32) en cada dirección para PCIE 1.1. En el uso más común (x16) proporcionan un ancho de banda de 4 GB/s (250 MB/s x 16) en cada dirección. En comparación con otros buses, un enlace simple es aproximadamente el doble de rápido que el PCI normal; una ranura de cuatro enlaces, tiene un ancho de banda comparable a la versión más rápida de PCI-X 1.0, y ocho enlaces tienen un ancho de banda comparable a la versión más rápida de AGP.

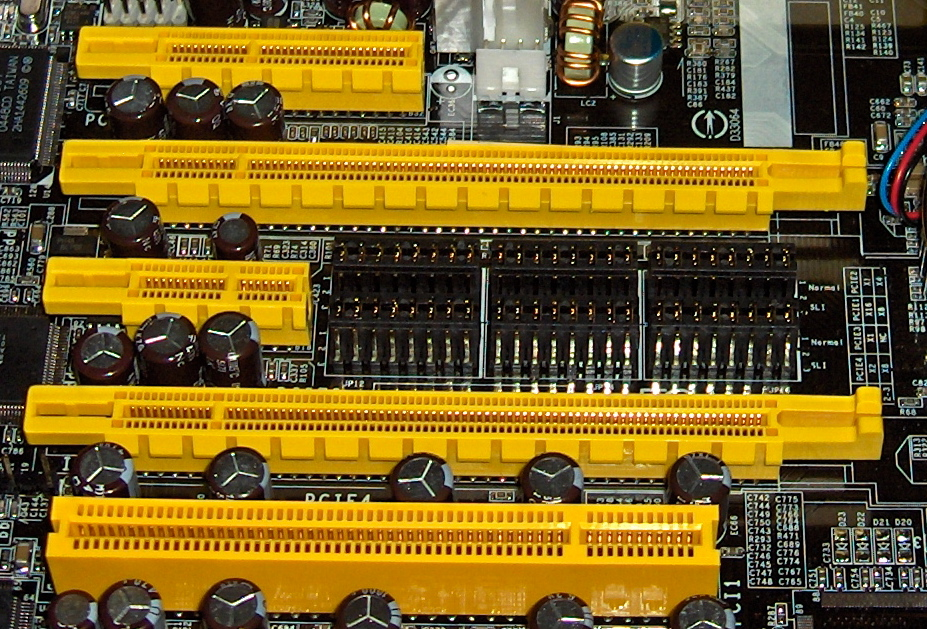
Ranura PCI-Express (de arriba abajo: x4, x8, x1 y x16), comparado con uno tradicional PCI de 32 bits, tal como se ven en la placa DFI LanParty nF4 Ultra-D.

Está pensado para ser usado solo como bus local, aunque existen extensores capaces de conectar múltiples placas base mediante cables de cobre o incluso fibra óptica. Debido a que se basa en el bus PCI, las tarjetas actuales pueden ser reconvertidas a PCI-Express cambiando solamente la capa física. La velocidad superior del PCI-Express permitirá reemplazar casi todos los demás buses, AGP y PCI incluidos. La idea de Intel es tener un solo controlador PCI-Express comunicándose con todos los dispositivos, en vez de con el actual sistema de puente norte y puente sur. Este conector es usado mayormente para conectar tarjetas gráficas.
No es todavía suficientemente rápido para ser usado como bus de memoria. Esto es una desventaja que no tiene el sistema similar HyperTransport, que también puede tener este uso. Además no ofrece la flexibilidad del sistema InfiniBand, que tiene rendimiento similar, y además puede ser usado como bus interno externo.
En 2006 fue percibido como un estándar de las placas base para PC, especialmente en tarjetas gráficas. Marcas como ATI Technologies y nVIDIA, entre otras, tienen tarjetas gráficas en PCI-Express permitiendo una mejor resolución.

## Dimensiones de las tarjetas
Una tarjeta PCI de tamaño completo tiene un alto de 107 milímetros (4,2 pulgadas) y un largo de 312 mm (12,283 pulgadas). La altura incluye el conector de borde de tarjeta.
Además de estas dimensiones tan grandes y tan invisibles a su vez el tamaño del backplane está también estandarizado. El backplate es la pieza de metal situada en el borde que se utiliza para fijarla al chasis y contiene los conectores externos. La tarjeta puede ser de un tamaño menor, pero el backplate debe ser de tamaño completo y localizado propiamente. Respecto del anterior bus ISA, está situado en el lado opuesto de la placa para evitar errores.
Las tarjetas de media altura son hoy comunes en equipos compactos con chasis Small Form-Factor (SFF), pero el fabricante suele proporcionar dos backplates, con el de altura completa fijado en la tarjeta y el de media altura disponible para una fácil sustitución.